# Гогунский, Виталий Евгеньевич
Вита́лий Евге́ньевич Гогу́нский (род. 14 июля 1978, Кременчуг, Полтавская область, Украинская ССР, СССР) — российский актёр кино и телевидения, певец, композитор, продюсер и телеведущий. Известен по роли Эдуарда Кузьмина (или просто Кузи) в телевизионных сериалах «Универ» (2008—2011) и «Универ. Новая общага» (2011—2013), а также их спин—оффах «СашаТаня», «Универ. 13 лет спустя», «Универ. Молодые».

## Биография
Виталий Гогунский родился 14 июля 1978 года в Кременчуге Полтавской области. О городе рождения сведения разнятся — указывается Кременчуг или Одесса. Детство провёл в Полтавской области.
Учился в Кременчугском лицее № 4. С раннего возраста начал увлекаться музыкой. Он окончил музыкальную школу по классу фортепиано и стал лауреатом Полтавской области[прояснить]. Также занимался карате и футболом.
С 12 лет начал работать, подрабатывая уборщиком в почтовом отделении, а также грузчиком и разнорабочим на стройке. Работал ведущим на областном телеканале. После этого был приглашён на телеканал «Россия» в информационную программу. Окончил Одесский национальный политехнический университет по специальности «Инженер-технолог машиностроения».
В 2004 году дебютировал на киноэкране ролью Антона в комедии Марины Мигуновой «Прощайте, доктор Фрейд!». В 2006 году вышел фильм «Человек безвозвратный», где Гогунский исполнил роль Романа.
В 2008—2011 годах снимался в сериале «Универ» в роли Кузи, которая принесла ему большую популярность. Потом снялся в продолжении, «Универ. Новая общага», в 2011—2013 годах, а также в их продолжениях (с 2024 года).
В 2013 году принимал участие в проекте «Танцы со звёздами» в паре с Екатериной Осиповой. По результатам зрительского голосования в 7-м выпуске покинул проект. В 2014 году стал победителем второго сезона шоу «Один в один!» на телеканале «Россия-1».
В 2014 году снимался в клипе Иракли и рэпера ST1M «Я это ты». В 2014 году приступил к съёмкам фильма «Бармен», который вышел в 2015 году.
В 2015 году принял участие в вокальном проекте «Главная сцена», где прошёл в полуфинал в команде Максима Фадеева. В 2016 году принял участие в шоу перевоплощений «Один в один! Битва сезонов» на телеканале «Россия-1».
В марте 2023 года стал участником шоу «Новые Звёзды в Африке» на телеканале ТНТ.
С 2023 года регулярно выступает с сольными концертами (в частности, 7 июня 2024 года  — на Дворцовой площади в Санкт-Петербурге).

### Личная жизнь
Отец — Евгений Дмитриевич Гогунский, работал в Кременчуге на должностях от мастера до директора сталелитейного завода. Затем был избран депутатом городского совета Кременчуга. Проживает в Одессе. Мать — Татьяна Александровна Гогунская — домохозяйка, проживает в России.
Состоял в незарегистрированном браке с моделью Ириной Маирко. Дочь Милана Маирко (род. 17 февраля 2010 года).
В 2013 году женился на Анне Жюсталь. В 2015 году супруги развелись.
25 апреля 2017 года Гогунский женился на Ирине Маирко. В апреле 2019 года супруги развелись.

## Общественная позиция
Виталий Гогунский считает, что в 2014 году протестующим на Евромайдане подмешивали в чай наркотики, а на Украине мало кто сохраняет «адекватное восприятие» россиян, так как граждане находятся «под информационным колпаком, им твердят, что на них напали оккупанты и мародёры».
В 2022 году Гогунский поддержал вторжение России на Украину, неоднократно давал концерты перед участниками российского нападения. Позднее был внесён ФБК в список коррупционеров и разжигателей войны за активную поддержку действий российских властей и армии во время агрессии против Украины.
В августе 2023 года Гогунского не пустили на съёмки в Грузию «по политическим причинам», в сопровождении пограничников отправив в Россию обратным рейсом.
Виталий Гогунский выступает за блокировку YouTube в России, заявляя, что «это прозападная площадка, ничего хорошего она не принесёт».

### Уголовное преследование
21 июня 2024 года Служба безопасности Украины возбудила уголовное дело против Гогунского за поддержку вооружённой агрессии России против Украины и активное участие в пропагандистских акциях на временно оккупированных РФ территориях Украины.
18 апреля 2025 года стало известно, что он внесён в санкционный список Украины сроком на 10 лет.
2 июля 2025 года стало известно, что украинский суд приговорил Виталия Гогунского к 12 годам лишения свободы с конфискацией имущества.

## Фильмография
| Год          |   | Название                     | Роль                                                 |
| ------------ | - | ---------------------------- | ---------------------------------------------------- |
| 2004         | ф | «Прощайте, доктор Фрейд!»    | Антон Паленин                                        |
| 2006         | ф | «Человек безвозвратный»      | Роман Волков                                         |
| 2006         | ф | «Наследница»                 | Имя персонажа не указано                             |
| 2006         | ф | «Грозовые ворота»            | спецназовец ГРУ, позывной "Орёл", 3-я серия (эпизод) |
| 2007         | ф | «Медвежья охота»             | Том Гудмэн                                           |
| 2008         | с | «Дар Божий»                  | Игорь                                                |
| 2008—2011    | с | «Универ»                     | Эдуард «Кузя» Кузьмин                                |
| 2011—2013    | с | «Универ. Новая общага»       | Эдуард «Кузя» Кузьмин, 1 сезон                       |
| 2013         | с | «СашаТаня»                   | Эдуард «Кузя» Кузьмин, 1 сезон                       |
| 2015         | ф | «Бармен»                     | Вадим Выхин                                          |
| 2016         | ф | «Держи удар, детка»          | Вадим Смирнов                                        |
| 2016         | с | «Отель Элеон»                | камео                                                |
| 2018         | ф | «Рождественские приключения» | камео                                                |
| 2018         | ф | «Специалист»                 | специалист                                           |
| 2020         | ф | «Очень женская история»      | Имя персонажа не указано                             |
| 2020         | ф | «Руммейт»                    | Пётр                                                 |
| 2024         | с | «Универ. 13 лет спустя»      | Эдуард «Кузя» Кузьмин                                |
| 2025 — н. в. | с | «Универ. Молодые»            | Эдуард Васильевич Кузьмин (Кузя)                     |
| 2025         | ф | «Артек. Сквозь столетия»     | Клюев                                                |

## Телепередачи
- 2013 — «Танцы со звёздами».
- 2014, 2016, 2019 — «Один в один!».
- 2015 — «Главная сцена».

## Композитор
- 2004 — «Думай обо мне» («Прощайте, доктор Фрейд!»)[26].
- 2009 — «Шняга шняжная» («Универ»)[27].
- 2009 — «Про парашютистов» («Универ»)[28].

## Синглы
- «Я тебя любишь» (2015) проект «Два Ивана» совместно с братом Евгением Гогунским. Музыка: Александр Лукьянов, текст: Сергей Каргашин, аранжировка: Валерий Евсиков.
- «Заново жить» (2016) музыка: Никита Вишнев, текст: Никита Вишнев, Виталий Гогунский, аранжировка: Валерий Евсиков.
- «Мир» (2016) снял клип дуэтом вместе с дочкой Миланой Гогунской.
- «Гимн болельщиков» совместно с Александрой Жемчуговой.
- «Россия» (2023)[29].